# Приказка (роман)
Приказка (на английски: Fairy Tale) е фентъзи роман на американския писател Стивън Кинг, публикуван на 6 септември 2022 г. от издателство Scribner. Романът проследява Чарли Рийд, 17-годишен младеж, който наследява ключове към скрито, извънземно царство и се озовава начело на битката между силите на доброто и злото.

## Сюжет
Чарли Рийд, 17-годишно момче, живее в Сентрис Рест, Илинойс, с овдовелия си баща Джордж. Когато Чарли е на седем години, майка му е блъсната и убита от микробус; произтичащата от това мъка довежда баща му до алкохолизъм, от който той в крайна сметка се възстановява с помощта на приятел и колега.
Един ден през април 2013 г. Чарли открива своя възрастен съсед, г-н Хауърд Боудич, ранен в двора му. Чувствайки се задължен на висша сила за възстановяването на баща си, Чарли се съгласява да се грижи за немската овчарка на г-н Боудич, Рейдър, докато той остава в болницата. Той също така се грижи за г-н Боудич, когато се прибира у дома. През този период г-н Боудич споделя с Чарли както своя пистолет, така и изненадващо скривалище.
Няколко месеца по-късно здравето на Рейдър значително се влошава и г-н Боудич умира от инфаркт. Той оставя на Чарли съобщение, разкриващо, че всъщност е на 120 години и че заключената барака в задния му двор съдържа портал към друг свят. В този свят съществува магически слънчев часовник, който е тайната на дълголетието му. Той също така разкрива света като източник на неговото злато и настоява Чарли да го пази в тайна, за да предотврати експлоатацията му. Решен да спаси живота на Рейдър, Чарли решава да потърси слънчевия часовник и да го съживи.

## Преди издаване
Датата на излизане, 6 септември, е официално обявена от Ентъртейнмънт Уийкли на 24 януари. Статията съдържа и откъс от книгата. На 11 август 2022 г. Simon & Schuster също представя Кинг в канала си в YouTube, където той разказва глава от Приказка като част от промоцията.

## Прием
В рецензия Мат Бел от Ню Йорк Таймс описва романа като „солидно епизодично приключение, водено от запомнящи се странни срещи, и добре представено, често вълнуващо действие“. Романът оглавява списъка на най-продаваните книги на Ю Ес Ей Тъдей в седмицата на 15 септември 2022 г.

## Анахронизми
В един момент от романа Чарли Рийд е в курс, наречен „Америка днес“, и неговият учител, г-н Масенсик, пита Чарли за мнението му относно стрелбите на Филандо Кастилия и Алтън Стърлинг. И двете стрелби се случват през 2016 г., а действието в романа се развива от април 2013 г. до февруари 2014 г., така че тези стрелби все още не са се случили.

## Филмова адаптация
На 15 септември 2022 г. Deadline Hollywood съобщава, че британският режисьор Пол Грийнграс ще адаптира, режисира и продуцира филмова адаптация на романа, като американският филмов продуцент Грегъри Гудман ще съпродуцира филма заедно с Грийнграс.